# Laura Bromet
Laura Bromet (Purmerend, 17 januari 1970) is een Nederlands politica voor GroenLinks en GroenLinks-PvdA. Sinds 7 juni 2018 is ze lid van de Tweede Kamer.

## Levensloop
Laura Bromet is de dochter van televisiemaker en cameraman Frans Bromet en Anita Bianchi. Zij bracht haar jeugd door in Ilpendam; ze doorliep de middelbare school in Purmerend. Ze omschreef zichzelf in 2024 als een leergierig persoon.
Bromet studeerde Culturele Studies (1991 - 1995) en Nederlandse Taal- en Letterkunde (1989 - 1995) aan de Universiteit van Amsterdam. Eveneens studeerde zij Rechtswetenschappen aan de Vrije Universiteit Amsterdam (1997) maar maakte deze studie niet af. Ze werkte onder meer als journalist bij het Noordhollands Dagblad (1989 tot 1999), als lerares Nederlands en Aardrijkskunde op het Luzac College (1996) en was zakelijk leider van het bedrijf van haar vader.
Ze begon zich in te zetten voor de buurt en kwam zo in aanraking met de gemeenteraad van Waterland. Ze ging de politiek in omdat ze het dorp mooier wilde maken. Op 16 maart 2006 werd Bromet verkozen voor de gemeenteraad namens GroenLinks en bleef dat tot 24 april 2014. Ze was vanaf 2010 beleidsmedewerker landbouw, natuur, milieu en ruimtelijke ordening voor GroenLinks. Vervolgens werd ze op 24 april 2014 beëdigd als wethouder.

## Tweede Kamer
Ze werd op 7 juni 2018 beëdigd als Tweede Kamerlid, waarmee de vacature vervuld werd die ontstond na het vertrek van Rik Grashoff. In de Tweede Kamer behartigt ze de portefeuilles: Landbouw, Natuur, Voedselkwaliteit, Water, Binnenlandse Zaken, Ruimtelijke Ordening, Defensie, Algemene Zaken en Koningshuis en Rechtsbescherming. Bij de verkiezingen van 2021 werd Bromet herkozen. Ze stond als vierde op de lijst.    

Na de val van het kabinet-Rutte IV in de zomer van 2023 stelde Bromet zich wederom verkiesbaar. Ditmaal voor de gecombineerde lijst van GroenLinks-PvdA voor de Tweede Kamerverkiezingen van 2023. De kandidatencommissie gaf Bromet de elfde plek op de lijst, waarmee ze wederom herkozen werd.
Laura Bromet · Julian Bushoff · Glimina Chakor · Geert Gabriëls · Marleen Haage · Daniëlle Hirsch · Habtamu de Hoop · Barbara Kathmann · Jesse Klaver · Suzanne Kröger · Esmah Lahlah · Tom van der Lee · Mohammed Mohandis · Songül Mutluer · Jimme Nordkamp · Mariëtte Patijn · Anita Pijpelink · Kati Piri · Elke Slagt · Luc Stultiens · Joris Thijssen · Frans Timmermans · Mikal Tseggai · Lisa Westerveld · Raoul White
- Parlement.com: vj1fcf1vozzu